# Alteratio

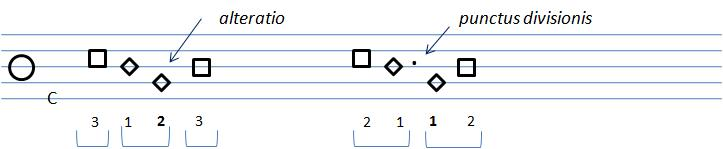
Een voorbeeld van alteratio

Alteratio is een begrip uit de mensurale notatie zoals deze in de late middeleeuwen en de vroege Renaissance gebruikelijk was. Men verstond eronder de verlenging van een notenwaarde van een kortere noot -meestal een semibrevis- om een perfectie op te vullen.

## Voorbeeld
In het bovenstaande voorbeeld duidt het cirkelvormige voorteken aan dat de brevis perfect is (tempus perfectum). Dat wil zeggen dat de brevis normaliter uit drie semibreven bestaat. Dat is inderdaad het geval voor de eerste en de laatste noot van het linker voorbeeld. Tussen de twee breven staan echter maar twee semibreven geschreven. Omdat zij ingeklemd zijn tussen twee perfecte breven (twee perfecties) was de regel van de alteratio dat zij samen ook een perfectie moesten vormen. De tweede semibrevis werd daarom verlengd tot de dubbele waarde, hetgeen via naturae werd genoemd. 
In het rechter voorbeeld is de situatie geheel anders. Er staat een punctus divisionis tussen beide semibreven. De punt geeft aan dat erachter een nieuwe perfectie begint. Dat wil zeggen dat de eerste semibrevis samen met de eerste brevis een perfectie vormt.  De eerste brevis wordt dus door de semibrevis imperfect gemaakt en heeft slechts de waarde van twee semibreven. Hetzelfde geldt voor de laatste brevis.
In manuscripten en hun facsimiles is het zeker niet altijd op eerste blik duidelijk hoe een notengroep te duiden is, al was het alleen maar omdat een inktvlek of andere beschadiging soms op een punctum lijkt of een punctum ontbreekt of niet meer te lezen is.